# John D. Lee
John Doyle Lee (Kaskaskia, Territori d'Illinois, 6 de setembre de 1812 - 23 de març de 1877) va ser un membre prominent de l'Església de Jesucrist dels Sants dels Últims Dies, granger, empresari, bisbe, colonitzador i l'únic jutjat i sentenciat a mort per la Massacre de Mountain Meadows.

## Infància
John Doyle Lee era fill de Ralph Lee i Sarah Elizabeth Doyle. La seva mare Sarah va morir quan John D. Lee tenia tres anys quedant només a cura del seu alcohòlic pare. Des dels 6 anys fins als 16 va viure i va treballar a la granja d'un seu oncle. Abans dels 20, es va mudar a Vandalia (Illinois) on va conèixer a la seva primera dona Agatha Ann Woolsey. Va ser en Vandalia on missioners mormons van convertir a la parella a la recentment organitzada religió.

## Lideratge
John D. Lee va ocupar diversos càrrecs d'importància en l'Església, va conèixer i va servir amb Joseph Smith i després amb Brigham Young, el successor de José Smith a la Primera presidència de l'Església. Va viatjar a Salt Lake City i va ajudar a establir diverses comunitats, entre altres Provo, St. George (Utah) i Cedar City. Va ser en aquesta última comunitat on van passar els fets de la massacre de Mountain Meadows.

## La massacre de Mountain Meadows
Hi ha diverses versions tant dels esdeveniments de la massacre de Mountain Meadows, com del rol que John D. Lee va tenir en els fets. John D. Lee va mantenir la seva innocència, va expressar eloqüentment la seva decepció davant la indiferència de Brigham Young en els últims anys de la seva vida en relació amb la massacre, i va expressar davant l'esquadró d'afusellament la seva convicció en la fe que va abraçar activament durant la seva vida adulta. Va ser excomunicat de l'església el 1870, arrestat el novembre de 1874 i tres anys després, el 23 de març de 1877 va morir afusellat pagant la condemna sentenciada a conseqüència de la seva participació en la mascarada de Mountain Meadows.
Cap altra persona va ser portada a judici pel fet. El 20 d'abril de 1961 l'Església de Jesucrist dels Sants dels Últims Dies restaurar els drets de Lee com a membre. El 2006, el president de l'Església de Jesucrist dels Sants dels Últims Dies, Gordon B. Hinckley, va inaugurar un monòlit en el lloc de la massacre com una mostra de pesar pels fets ocorreguts allí i recordatori de les víctimes.